# Corruzione in Turchia (2013)
La corruzione in Turchia del 2013 si riferisce a un'indagine penale che coinvolse numerosi personaggi-chiave del governo turco guidato da Recep Tayyip Erdoğan. Tutte le 52 persone detenute il 17 dicembre del 2013 erano collegate in vario modo al Partito per la Giustizia e lo Sviluppo (Adalet ve Kalkınma Partisi, AKP).

L'accusa comportò il rinvio a giudizio di 14 persone, inclusi Suleyman Aslan, Direttore della Halkbank (Halk Bankası) di proprietà statale, l'uomo d'affari iraniano Reza Zarrab e numerosi familiari di ministri al potere, sotto l'imputazione di corruzione, interesse privato, truffa, riciclaggio di denaro e d'oro e contrabbando.
Al cuore della vicenda era l'accusa di un preteso scambio di "gas in cambio di denaro" iraniano, con Aslan che aveva US$4,5 milioni in contanti stipati in scatole di scarpe nella sua abitazione, e Zarrab che aveva commerciato nel 2012 fondi neri per circa US$9,6 miliardi. Entrambi gli uomini furono arrestati. Il reato si rese possibile allorché funzionari governativi turchi trovarono una scappatoia nel dispositivo statunitense che aveva comminato sanzioni per colpire il regime iraniano, che consentiva di acquistare petrolio e gas iraniano. La Turchia esportò circa US$13 miliardi di oro direttamente in Iran, o per il tramite degli Emirati Arabi Uniti, tra marzo 2012 e luglio 2013. In cambio, i turchi ricevettero gas naturale e petrolio iraniano. La transazione fu operata grazie alla banca statale turca, la Halkbank. Nel gennaio del 2013, l'Amministrazione Obama decise di ovviare a questa falla legale ma, invece di sanzionare direttamente in causa la Halkbank, il governo di Washington consentì che queste attività transattive finanziarie proseguissero fino al luglio del 2013, dal momento che la Turchia era un importante alleato statunitense, attivo contro il regime siriano di Baššār al-Asad in piena guerra civile, e che gli USA erano impegnati in una spinosa trattativa con l'Iran a proposito del suo arricchimento dell'uranio in corso.
L'allora Primo ministro Erdoğan (ora Presidente della Repubblica) era fuori dalla Turchia per un giro diplomatico in Pakistan quando lo scandalo esplose.

## Indagini di polizia e imputazioni
Il 17 dicembre 2013, il Dipartimento di lotta contro i crimini finanziari e i guadagni illeciti, della Direzione per la Sicurezza di Istanbul decretò la carcerazione per 47 persone, inclusi funzionari del TOKİ (Amministrazione della Turchia per le abitazioni e la pianificazione urbana), del Ministero turco dell'Ambiente e della Pianificazione urbana e dell Distretto di Fatih a Istanbul. Furono implicati Barış Güler, Kaan Çağlayan e Oğuz Bayraktar, che erano figli dei ministri turchi Muammer Güler (ministro degli Interni), Zafer Çağlayan (ministro dell'Economia) ed Erdoğan Bayraktar (ministro dell'Ambiente e della Pianificazione urbana), come anche Mustafa Demir, il sindaco del principale distretto comunale di Fatih (Istanbul); l'uomo d'affari immobiliarista Ali Ağaoğlu; Süleyman Aslan, l'amministratore delegato della Halk Bankası e l'uomo d'affari iraniano Reza Zarrab. che era sospettato come personaggio-chiave nelle indagini, che si diceva fosse stato coinvolto in operazioni di riciclaggio e interesse privato, miranti a trasferire oro e denaro all'Iran attraverso la banca turca controllata dal governo Turchia della Halk Bankası, come parte di una strategia mirante a bypassare le sanzioni imposte dagli USA ai danni di Teheran.

Demir fu imprigionato sotto l'imputazione di aver approvato la licenza di costruzione per un hotel nei pressi della ferrovia di recente inaugurazione di Marmaray, malgrado le messe in guardia di ingegneri giapponesi che la costruzione avrebbe messo a rischio di collasso la galleria. Demir fu indagato per aver ordinato che il rapporto del Ministero fosse insabbiato in cambio di tangenti.
Inoltre, Egemen Bağış, il ministro per gli Affari della Comunità Europea, fu citato su articoli di giornale come potenziale sospetto di corruzione relativamente a Reza Zarrab, che aveva relazioni d'affari con Babak Zanjani.
La polizia sequestrò nel corso delle indagini circa US$17,5 milioni in contanti usate per le tangenti; US$4,5 milioni furono trovati nella casa di Süleyman Aslan e US$750.000 nella residenza di Barış Güler. I giudici accusarono 14 persone - inclusi Barış Güler, Kaan Çağlayan, Süleyman Aslan e Reza Zarrab di tangenti, corruzione, frode, riciclaggio di denaro e contrabbando di oro. Il 21 dicembre, la Corte ordinò l'arresto di tutti costoro.
In totale, 91 persone furono incarcerate nel corso delle indagini; 26 delle quali arrestate per disposizione della Corte.

### Seconda fase
Numerosi quotidiani annunciarono che una nuova indagine era prevista a partire dal 26 dicembre, nella quale sarebbero stati coinvolti i figli dell'allora Primo ministro (poi Presidente della Repubblica turca) Erdoğan: Bilal Erdoğan e Ahmet Burak Erdoğan, come pure un certo numero di affiliati ad al-Qa'ida dell'Arabia Saudita, come Sheikh Yasin al-Qadi e Osama Khutub. I funzionari di polizia della Direzione per la Sicurezza d'Istanbul, istituita da pochi giorni da parte del governo di Ankara, rifiutò di dar corso alle sue disposizioni e il vice Direttore della Pubblica Accusa non approvò questa nuova operazione. La persona responsabile della seconda indagine, il Procuratore Muammer Akkaş fu dimesso il giorno stesso. Akkaş dichiarò che gli era stato impedito di adempiere al suo dovere.
Una seconda ondata di arresti fu pianificata, e un elenco dei nominativi fu fatto trapelare alla stampa.
Alla mezzanotte del 7 gennaio, fu pubblicato un decreto governativo che rimuoveva dal loro posto 350 ufficiali di polizia, inclusi i capi delle unità incaricate dei reati finanziari, del contrabbando e del crimine organizzato. Il leader spirituale islamico Fethullah Gülen definì il decreto una "purga" di funzionari civili, mentre l'allora Primo Ministro Recep Tayyip Erdoğan descrisse le indagini sulla corruzione "un colpo di mano giudiziario" condotto da chi era invidioso del suo successo politico, additando come responsabile il movimento che faceva capo a Gülen (in volontario esilio da anni negli USA), dietro il quale vi erano "stranieri".

## Reazione governativa
Fin dall'inizio delle indagini, il governativo Partito per la Giustizia e lo Sviluppo (in turco: Adalet ve Kalkınma Partisi - AKP) avviò una "purga" nelle forze di polizia, licenziando decine di responsabili delle forze dell'ordine, il più importante dei quali era Hüseyin Çapkın, capo della polizia di Istanbul. Anche il ministro degli Interni e della Giustizia cambiò i loro regolamenti, obbligando le forze di sicurezza a informare in ogni momento i superiori delle loro azioni. Ciò provocò le proteste dell'Unione turca delle Associazioni degli Avvocati (Türkiye Barolar Birliği), che portò il caso davanti al Consiglio di Stato turco. Questo annullò la modifica degli anzidetti regolamenti il 27 dicembre, con grande disappunto del Primo ministro Erdoğan.
Varie fonti dell'opposizione accusarono il governo di tentare d'influenzare il sistema giudiziario e di insabbiare la corruzione in oggetto. Tra esse vi era il Partito del Movimento Nazionalista (in turco: Milliyetçi Hareket Partisi, MHP) di Oktay Vural. Un'aspra controversia scoppiò in seguito alla pubblicazione di una registrazione audio su YouTube in cui Erdoğan si disse avesse chiamato al telefono il figlio Bilal per avvertirlo di sbarazzarsi con urgenza delle diecine di milioni di dollari che aveva. Erdoğan contestò le registrazioni, parlando di "montatura", ma gli esperti insistettero nel contrastare tali sue affermazioni.
A fine dicembre, i quotidiani turchi Hurriyet e Yeni Safak pubblicarono commenti di Erdoğan che affermavano come fosse sua convinzione che l'obiettivo finale di un'indagine per corruzione e tangenti fossero i suoi alleati. Il Primo ministro turco disse ai giornalisti che chi tentava di coinvolgerlo nello scandalo sarebbe "rimasto con un pugno di sabbia in mano". Erdoğan effettuò un rimpasto di governo il 25 dicembre, sostituendo 10 ministri e, ore dopo, si dimisero altri tre ministri, i cui figli erano detenuti in prigione in relazione all'indagine. Uno di questi ultimi invitò Erdoğan a fare un passo indietro. I figli dei ministri furono interrogati circa lo scandalo, relativamente ai sospetti di trasferimento di valuta in Iran e di tangenti a proposito di alcuni progetti edilizi. Due di costoro furono più tardi incarcerati sotto l'imputazione di aver percepito tangenti.
Secondo Hüseyin Çelik, portavoce del governo, i quattro ministri che erano coinvolti nelle indagini avevano offerto le proprie dimissioni al Primo ministro Erdoğan il 22 dicembre.
Erdoğan bollò le indagini come una cospirazione internazionale e giurò vendetta ai danni del movimento del predicatore musulmano Fethullah Gülen, già suo amico e sodale in politica. La fine dell'amicizie e del sodalizio tra Erdoğan e Gülen si era via via aggravato, fino a quando Hakan Şükür, spesso ricordato come un discepolo di Gülen, aveva lasciato la sua carica nel Partito per la Giustizia e lo Sviluppo il 16 dicembre. Funzionari del governo accusarono Gulen e i suoi seguaci di tradimento e cominciarono a definirli "terroristi."
Erdoğan difese il responsabile esecutivo della Halkbank, Süleyman Aslan, definendolo "una persona onesta". Aslan fu nondimeno incriminato dai giudici per aver intascato tangenti, mentre la polizia si disse avesse scoperto US$4,5 milioni in contanti, stipati in una scatola di scarpe nella stessa casa di Aslan. Dopo l'arresto di Aslan il valore in borsa della banca crollò del 32% in un anno. Erdoğan minacciò inoltre di espulsione Francis J. Ricciardone, Jr., ambasciatore statunitense in Turchia.
Erdoğan lasciò il Paese per una vista ufficiale in Pakistan il 23 dicembre, mentre lo scandalo dominava le prime pagine dei giornali turchi.
Muhammed Mısır, un burocrate del Ministero della Sanità, rassegnò le proprie dimissioni il 24 dicembre.
Muammer Güler (ministro degli Interni) e Zafer Çağlayan (ministro delle Finanze), i figli dei quali erano stati arrestati nell'operazione anti-corruzione della magistratura turca, si dimisero entrambi la mattina del 25 dicembre. Quello stesso pomeriggio, Erdoğan Bayraktar (ministro dell'Ambiente e della Pianificazione urbana) si dimise dal governo e da componente del parlamento. Bayraktar disse che di non essere stato invitato o forzato alle dimissioni, e che il Primo ministro Recep Tayyip Erdoğan avrebbe dovuto del pari dimettersi, sottolineando che egli aveva agito in tutto e per tutto con l'approvazione del Primo ministro.
İdris Naim Şahin, già ministro degli Interni, si dimise dal Partito per la Giustizia e lo Sviluppo (AKP) il 25 dicembre. Affermò che il fallimento del governo nell'organizzazione della polizia e del sistema giudiziario non poteva essere spiegato in alcun modo o in base ad alcun principio di legge e di giustizia.
A 450 poliziotti del Dipartimento di Crimini finanziari fu interdetto l'ingresso nel Quartier Generale del Dipartimento per la Sicurezza d'Istanbul.
Erdal Kalkan, un parlamentare della circoscrizione di Izmir del partito al potere dell'AKP, si dimise dal partito il 26 dicembre a causa dello scandalo in esame. Haluk Özdalga, membro del parlamento della circoscrizione di Ankara, si dimise dall'AKP per la medesima ragione. Ertuğrul Günay, un altro membro della circoscrizione di Izmir e antico ministro della Cultura, fu il terzo a dimettersi dall'AKP. Questi tre membri dell'AKP erano stati separatamente portati in giudizio dal comitato interno disciplinare dell'AKP, sotto l'accusa di aver violato i regolamenti interni del partito. Tutti si dimisero prima che il comitato raggiungesse una decisione al riguardo.
Il 31 dicembre, il deputato di Burdur, Hasan Hami Yıldırım, si dimise dall'AKP, riducendo il numero dei parlamentari dell'AKP a 320. Yıldırım accusò il governo di aver ostacolato le indagini sullo scandalo. Egli criticò la campagna di “insulti” e “diffamazione” contro lo studioso musulmano Fethullah Gülen e il suo Movimento Hizmet, che egli considerava un tentativo di "sradicare un movimento della società civile”.
Il governo di Recep Erdogan fece dimettere o assegnò a nuove funzioni migliaia di ufficiali di polizia e centinaia di giudici e Procuratori - inclusi coloro che guidavano l'inchiesta - e fece passare una legge in cui aumentava il controllo governativo sulla magistratura.

### Rimpasto di governo
In un discorso tenuto alla stampa la sera del 25 dicembre, il Primo ministro Recep Tayyip Erdoğan annunciò il rimpasto del suo governo e di 10 ministri che facevano parte del suo secondo gabinetto alla luce dello scandalo, dichiarando che il rimpasto dipendeva dalla necessità di sostituire i tre ministri che si erano dimessi e altri che avevano in animo di correre per le elezioni municipali del marzo del 2014. Ciò comportò la rimozione dal suo ufficio del ministro per gli Affari dell'Unione Europea e capo negoziatore Egemen Bağış, un'altra persona che era stata coinvolta nello scandalo. I cambiamenti nel governo riguardarono:
- Emrullah İşler – vice Primo Ministro, che sostituì Bekir Bozdağ
- Bekir Bozdağ – ministro della Giustizia, che sostituì Sadullah Ergin
- Ayşenur İslam – ministro della Famiglia e della Politica Sociale, che sostitui Fatma Şahin
- Nihat Zeybekci – ministro degli Affari Economici, che sostituì Zafer Çağlayan (che s'era dimesso)
- İdris Güllüce – ministro dell'Ambiente e della Pianificazione Urbana, che sostituì Erdoğan Bayraktar (che s'era dimesso)
- Akif Çağatay Kılıç – ministro della Gioventù e dello Sport, che sostituì Suat Kılıç
- Efkan Ala – ministro degli Interni, che sostituì Muammer Güler (che s'era dimesso)
- Lütfi Elvan – ministro dei Trasporti e delle Comunicazioni, che sostituì Binali Yıldırım
- Fikri Işık – ministro della Scienza, Industria e Tecnologia, che sostituì Nihat Ergün
- Mevlüt Çavuşoğlu – ministro per gli Affari dell'Unione Europea, che sostituì Egemen Bağış.

## Ulteriori controversie
Il 24 dicembre, cominciò a circolare un nuovo video che mostrava Ali Erdoğan, nipote e guardia del corpo del Primo ministro Erdoğan, che dava istruzioni a un commissario di polizia di compiere abusi ai danni dei detenuti che avevano protestato nei confronti dello zio, urlando insulti al poliziotto quando questi si era rifiutato di accondiscendere alle richieste.
Il 23 dicembre, il trentacinquenne Hakan Yüksekdağ, un commissario di polizia in servizio presso il Dipartimento anti-contrabbando e di lotta contro il crimine organizzato della Direzione di Sicurezza della Provincia di Ankara, fu trovato morto nella sua automobile. I suoi parenti contrastarono ufficialmente la tesi ufficiale che si fosse trattato di suicidio.
Il 24 dicembre, Abdi Altınok, un assistente capo della polizia della Direzione di Sicurezza della Provincia di Isparta, si suicidò.
Il miliardario Babak Zanjani, sospettato di associazione e complicità con Reza Zarrab, fu arrestato in Iran il 30 dicembre.